# Пухова, Алина Алексеевна
Алина Алексеевна Пухова (род. 25 ноября 1987) — российская дзюдоистка, бронзовый призёр первенства России 2006 года среди юниоров, чемпионка (2008, 2009) и серебряный призёр первенств России среди молодёжи, чемпионка (2008), серебряный (2011) и бронзовый (2006, 2009) призёр чемпионатов России, серебряный призёр Всемирных игр военнослужащих 2007 года в Хайдарабаде, мастер спорта России. Выступала в полусредней весовой категории (до 63 кг).

## Спортивные результаты
- Чемпионат России 2006 года среди юниоров — ;
- Чемпионат России 2007 года среди молодёжи — ;
- Чемпионат России 2008 года среди молодёжи — ;
- Чемпионат России 2009 года среди молодёжи — ;
- Чемпионат России по дзюдо 2006 года — ;
- Чемпионат России по дзюдо 2008 года — ;
- Чемпионат России по дзюдо 2009 года — ;
- Чемпионат России по дзюдо 2010 года — 5 место;
- Чемпионат России по дзюдо 2011 года — ;
- Чемпионат России по дзюдо 2012 года — 7 место.